# 朗唐
朗唐（法語：Lantan，法語發音：[lɑ̃tɑ̃]）是法国谢尔省的一个市镇，属于圣阿芒蒙龙区。

## 地理
朗唐（46°54'24"N, 2°39'44"E）面积13.36 平方千米，位于法国中央-卢瓦尔河谷大区谢尔省，该省份为法国中部省份，北起卢瓦雷省，西接卢瓦-谢尔省和安德尔省，南至克勒兹省，东南接阿列省，东临涅夫勒省。
与朗唐接壤的市镇（或旧市镇、城区）包括：布莱、比西、沙利瓦米隆、奥姆里。

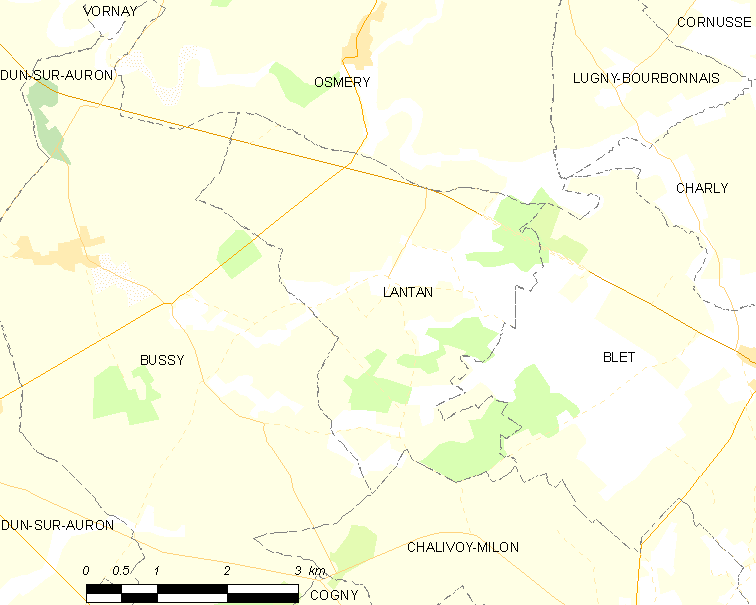
朗唐的OSM定位图

朗唐的时区为UTC+01:00、UTC+02:00（夏令时）。

## 行政
朗唐的邮政编码为18130，INSEE市镇编码为18121。

## 政治
朗唐所属的省级选区为欧龙河畔丹县。

## 人口

1962-2008年间朗唐人口变化图示

朗唐于2022年1月1日时的人口数量为95人。